# Newsru.com
Newsru.com (NEWSru.com, ранее NTV.ru, NTVRU.com) — российское интернет-издание, существовавшее с 28 августа 2000 года по 31 мая 2021 года в качестве новостного издания, а с 1 июня 2021 года существующее в формате архива новостей за всё время своей работы. Владелец — Владимир Гусинский.

## История
Первоначально ресурс являлся сайтом телекомпании НТВ и располагался по адресу ntv.ru.
В своём нынешнем виде существует с 28 августа 2000 года, когда была открыта новая версия сайта НТВ, в которой акценты были смещены с освещения деятельности телеканала на публикацию новостей. Подобная смена формата была связана с тем, что информационная служба НТВ производила больше материалов, чем могла показать в эфире. Оставшуюся часть, наряду с основными сюжетами, стали размещать на новой версии ntv.ru — как текст новостей, так и видеорепортажи корреспондентов телекомпании.

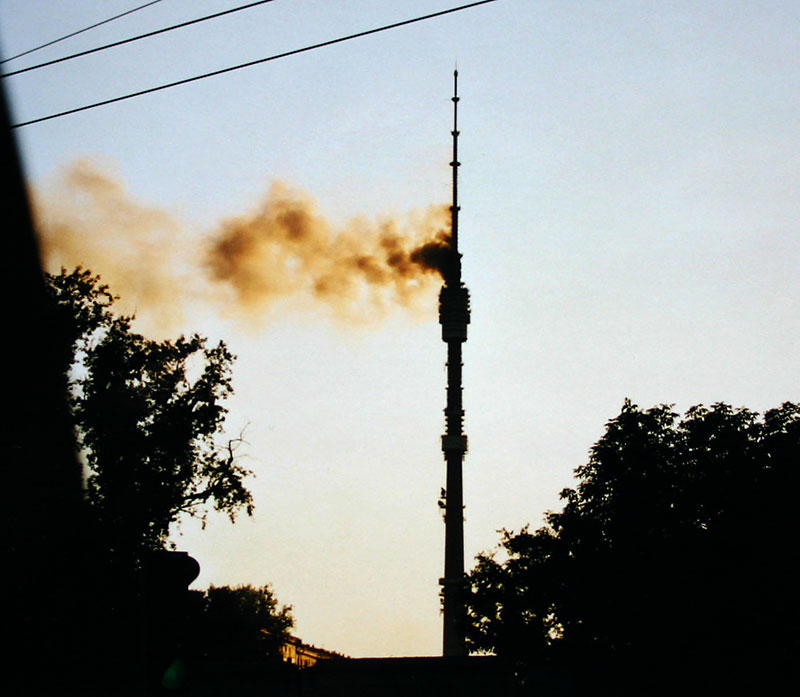
Пожар на Останкинской телебашне 27 августа 2000 года

Сайт был досрочно открыт в связи со случившимся накануне вечером пожаром на Останкинской телебашне, который привёл почти к полному отключению теле- и радиовещания в московском регионе и возникновению информационного голода у населения. К этому времени разработка нового ресурса была практически завершена, а редакция укомплектована и с 1 августа (то есть почти месяц) работала в закрытом тестовом режиме (изначально запуск сайта для обычных читателей был запланирован на 4 сентября того же года). Благодаря этому ресурс накопил небольшой архив материалов и получил опыт освещения резонансных трагических событий, которые происходили в августе 2000 года.
В апреле 2001 года телеканал вошёл в состав ОАО «Газпром-Медиа», но сайт юридически не являлся подразделением телекомпании, поэтому остался в сфере влияния прежнего собственника НТВ Владимира Гусинского. Одновременно на сайте стали публиковаться информация и видеоролики с телеканалов ТНТ и ТВ-6, куда перешёл ряд сотрудников НТВ. Ресурс получил название и домен NTVru.com, но продолжал работать и по прежнему адресу (ntv.ru).
В октябре 2002 года сайт сменил доменное имя на newsru.com, а оригинальный домен ntv.ru 13 ноября 2002 года был передан телекомпании по взаимной договорённости. Сервер сайта newsru.com расположен на территории США.
В июле 2016 года, через 16 лет после появления Newsru.com, сайт обновил свой дизайн.
В марте 2017 года была закрыта украинская версия издания, расположенная по адресу newsru.com.ua. По словам главного редактора проекта Ольги Лень, издание было дотационным в течение всех 10 лет своего существования, и из-за нездорового рекламного рынка Украины так и не смогло выйти на самоокупаемость. По словам бывших сотрудников интернет-издания, основной причиной закрытия сайта собственником, бизнес которого сконцентрирован преимущественно в России, стала ярко выраженная проукраинская позиция издания по конфликту в Донбассе.
31 мая 2021 года новостной ресурс объявил о прекращении своей деятельности по экономическим и политическим причинам, при этом оставался доступным архив новостей за 21 год работы. Главный редактор Newsru.com заявила, что бывшие сотрудники издания не планируют запускать новые проекты, но продолжат уделять внимание русскоязычному израильскому ответвлению Newsru.co.il.

## Родственные проекты
Редакция Newsru.com под руководством Елены Березницкой-Бруни находилась в Москве. Вместе с тем, существовали два родственных иностранных проекта Владимира Гусинского: израильский Newsru.co.il (с декабря 2005, главный редактор — Евгений Финкель) и украинский Newsru.ua (апрель 2007 — март 2017, ООО «Нью Медиа Интернет Украина», главный редактор — Ольга Лень). 31 мая 2021 года, в день закрытия Newsru.com, израильский проект Newsru.co.il объявил, что продолжит свою работу как новостное издание.

## Проекты
Основной сайт представлен в нескольких дополнительных версиях: текстовой (txt.newsru.com), мобильной (m.newsru.com), кпк (palm.newsru.com), для слабовидящих (big.newsru.com). Также имеется RSS-подписка.
Помимо основного сайта, объединённая редакция NEWSru.com выпускает целый ряд информационных интернет-ресурсов. Среди них:
- Инопресса (переводы зарубежной печати) — inopressa.ru (с 1999).
- NTVSport.ru (с 2000 по 2001) — совместный проект редакций «НТВ-Интернет» и дочернего спортивного спутникового канала «НТВ-Плюс Спорт». Главным редактором портала был Алексей Бурков, в те годы — руководитель спортивной редакции канала НТВ и спутникового оператора «НТВ-Плюс»[19]. Закрыт с 5 июля 2001 года в связи с финансовыми проблемами и захватом НТВ[20].
- Мир кино (с 2000 по 2001) — новостной портал, посвящённый индустрии кино. Над его созданием работали тогдашний управляющий службы кинопоказа на НТВ и «НТВ-Плюс» Сергей Фикс, а также профессиональные киножурналисты Александр Монахов (в прошлом — редактор отдела культуры в «Комсомольской правде») и Нина Цыркун[21].
- Мир религий (новости религиозных конфессий) — religio.ru (с 2001 по 2014)
- Суперстиль (женский журнал) — superstyle.ru (с 2005)
- Заголовки.ру (дайджест российской печати) — zagolovki.ru (с 2007 по 2018)
- В Москве (столичные новости) — newsmsk.com (с 2008 по 2018)
- MedDaily (новости медицины) — meddaily.ru (с 2011 по 2021)

а также спецпроекты:
- Недвижимость
- Автоновости
- Технологии
- В блогах

## Награды
- Российский Онлайн TOP (РОТОР) — 2001[22]
- Национальная Интернет-премия — 2002[23]

## Руководство
Главные редакторы NTV.ru / Newsru.com:
- Игорь Барчугов (2000)
- Елена Березницкая-Бруни (2001—2021)[24][25].